# Effektivität (Basketball)
Die Effektivität stellt eine Vergleichsgröße dar, mit der die Leistung eines Spielers eines Basketballspieles bewert- und vergleichbar gemacht werden kann. Sie berechnet sich nach der Formel
Effektivität = (Punkte + Rebounds + Assists + Steals + Blocks) - ((Anzahl Wurfversuche - Anzahl verwandelte Würfe) + (Anzahl Freiwurfversuche - Anzahl verwandelte Freiwürfe) + Turnover)
Dieser Effektivitätswert findet auch Eingang in die offiziellen Statistiken der Basketball-Bundesliga.

## Kritik
Kritisiert wird an diesem Effektivitätswert, dass die Einsatzdauer des jeweiligen Spielers nicht in die Berechnung einfließt und dass keine Gewichtung der eingehenden Größen erfolgt. Eine Bewertung, die diese Einflussgrößen berücksichtigt, ist das Player Efficiency Rating (PER), das sich auf Grund seiner Komplexität aber bisher in den offiziellen Statistiken nicht durchsetzen konnte.